# Кампредон, Жак Давид Мартин де
Жак Давид Мартин де Кампредон (13 января 1761, Монпелье — 11 апреля 1837, там же) — французский военный инженер, дивизионный генерал (1806).

## Биография
Из дворянской семьи. Обучался в Королевской инженерной школе в Мезьере, к началу революции имел чин капитана. Служил в революционных штабах, в 1794—1795 годах был среди первых преподавателей только что основанной Политехнической школы.
В 1796 году выехал на театр боевых действий в Италию, под начало генерала Бонапарта. Служил сначала начальником штаба инженерных войска, а затем и начальником инженерных войск армии. Деятельность способного офицера была положительно оценена Бонапартом, непосредственно после сражения при Фоссано он был произведён в бригадные генералы.
Затем Кампредон был направлен для руководства инженерными работами в крепость Мантуя, затем на остров Эльба, затем в военный лагерь Сент-Омер.
В 1806 году Наполеон назначает Кампредона начальником инженеров армии под командованием маршала Массена, направленной в Неаполитанское королевство. Там Кампредон руководил осадными работами при противостоянии вокруг крепости Гаэта, которую обороняли сторонники Сицилийской ветви Бурбонского дома. После капитуляции крепости был произведён в дивизионные генералы.
После этого оставался в вассальном Франции Неаполе, занимал должность военного министра. В 1812 году, во время похода в Россию, возглавил инженеров X корпуса маршала Макдональда, наступавшего значительно севернее основных сил Наполеона, руководил работами при осаде Риги, которая, однако, закончилась ничем — большую часть корпуса Макдональда составлял прусский вспомогательный военный контингент, который совершенно не горел желанием воевать ни с Россией вообще, ни с управляющими Прибалтийскими губерниями остзейскими немцами в частности. Дело кончилось тем, что в декабре 1812 года, когда основные силы французской армии уже покинули пределы России, командующий вспомогательным контингентом генерал Йорк заключил с российскими генералами сепаратное перемирие, а Макдональду с единственной не-прусской по составу пехотной дивизией Гранжана (надёжные польские и сомнительные саксонские и баварские части) и инженерами Кампредона пришлось отступать достаточно поспешно по направлению к Данцигу.
В январе 1813 года Кампредон был назначен комендантом Данцига — сильной и хорошо укреплённой крепости на Балтийском море. В Данциге был оставлен значительный французский гарнизон, а общее командование войсками осуществлял генерал Жан Рапп, любимец Наполеона, человек, великолепно умевший воодушевлять солдат своей личной храбростью, однако, по свидетельству многих современников, не имевший полководческих способностей. Дуэт Раппа и Кампредона оказался удачным — осада Данцига на год сковала крупные русские силы. В январе 1814 года Данциг капитулировал, и раненый за время боёв за город Кампредон попал в русский плен.
В мае 1814 года война завершилась, а уже летом 1814 года Кампредон вернулся во Францию, где был назначен вернувшимися Бурбонами генерал-инспектором Инженерных войск, и, кроме того, стал Великим офицером (вторая степень) ордена Почётного легиона. Входил в попечительский совет Политехнической школы. Во время Ста дней не проявлял особой активности (?), однако после Второй реставрации вышел в отставку.
В 1818 вернулся на службу, как генерал-инспектор Военных училищ. В старости заседал в Палате пэров.
Был не только Великим офицером ордена Почётного легиона, но и кавалером Большого креста ордена Святого Людовика и Королевского ордена Обеих Сицилий.
Имя генерала Кампредона написано на восточной стене парижской Триумфальной арки.
Записи Кампредона, посвящённые обороне Данцига, были опубликованы во Франции в 1888 году Шарлем Ориолем.